# Kremlin Cup 2007
La Kremlin Cup 2007 è stato un torneo di tennis giocato sul cemento indoor. È stata la 18ª edizione del torneo maschile che fa parte della categoria International Series nell'ambito dell'ATP Tour 2007 e la 12ª del torneo femminile che fa parte della categoria Tier I nell'ambito del WTA Tour 2007. Il torneo si è giocato allo Stadio Olimpico di Mosca, in Russia, dall'8 al 14 ottobre 2007.

## Campioni

### Singolare maschile
Nikolaj Davydenko ha battuto in finale  Paul-Henri Mathieu con il punteggio di 7–5, 7–6(9)

### Singolare femminile
Elena Dement'eva ha battuto in finale  Serena Williams con il punteggio di 5–7, 6–1, 6–1

### Doppio maschile
Marat Safin /  Dmitrij Tursunov hanno battuto in finale  Tomáš Cibulec /  Lovro Zovko con il punteggio di 6–4, 6–2

### Doppio femminile
Cara Black /  Liezel Huber hanno battuto in finale  Viktoryja Azaranka /  Tat'jana Puček con il punteggio di 4–6, 6–1, 10–7